# Marcel Schwob
Mayer-André-Marcel Schwob (23. srpen 1867, Chaville, Hauts-de-Seine – 26. únor 1905, Paříž) byl francouzský symbolistický básník, spisovatel a překladatel. Působil také jako novinář a knihovník, publikoval studie o argotu a Villonovi, známý je ale především jako autor drobnějších básnických próz a několika rozsáhlejších textů. Ve svých dílech evokoval sny, fantastické vize a starodávné tragédie, často ve spojení s hrůzou z nevyhnutelnosti osudu. Texty však zabarvoval svým prostým, chápavým a humanistickým pohledem. K jeho významným pracím patří Kniha o Monelle, Mimy a Smyšlené životy.

## Život
Marcel Schwob se narodil 23. srpna 1867 v Chaville do rodiny liberálních republikánů. Jeho otec George (Isaac) Schwob byl deset let zaměstnancem ministerstva zahraničí v Egyptě, jeho matka Mathilde Cahun (Kaim) pocházela z rabínské rodiny a strýc Léon Cahun byl sběratelem židovských pověstí, které také publikoval. Schwob si svého původu cenil, více než otázky judaismu, přestože v nich byl vzdělaný, jej však vždy zajímala francouzská kultura. Zabýval se francouzskou, německou a anglickou literaturou. K textům, které jej v mládí ovlivnily, patřil Ostrov pokladů, který četl v osmi letech, a povídky E. A. Poea, které četl v jedenácti. Proti dobově populárnímu literárnímu realismu preferoval vyprávění o snových a fantastických dobrodružstvích.

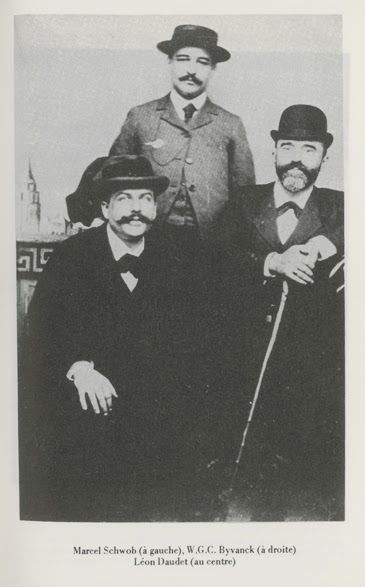
Marcel Schwob (vlevo), Léon Daudet (uprostřed) a Willem Geertrudus Cornelis Byvanck (vpravo), fotografie z roku 1891

K dalším autorům, kteří Schwoba ovlivnili, patřil Daniel Defoe, William Shakespeare, Dante Gabriel Rossetti, Thomas de Quincey a Mark Twain. Byl zběhlý rovněž v klasické literatuře, již během dospívání studoval díla Petroniova, Anakreóntova, Apuleiova a Catullova. Inspiračním zdrojem se pro něj stala také cestopisná (zejména poutní) literatura 14. a 15. století.
V roce 1876 se rodina usadila v Nantes, kde otec koupil místní noviny Le Phare de la Loire. V roce 1881 přesídlil Marcel do Paříže, kde žil u strýce Léona Cahuna a začal studovat na Lycée Louis-le-Grand. Do počátku 80. let se datují první pokusy o literární tvorbu; v roce 1883 překládal Schwob do francouzštiny římského básníka Catulla.
V roce 1884 se Schwob neúspěšně pokusil o složení maturity. Následujícího roku již byly jeho studijní snahy korunovány úspěchem. Sblížil se s Paulem Claudelem a Léonem Daudetem, poté nastoupil do vojenské služby. Působil u dělostřelectva ve Vannes v Bretani; blízkost velkolepého moře a kontakt se skupinami na okraji společnosti (námořníci, celníci, nevěstky, kriminálníci) mu zde poskytly životní školu, kterou později využil v psaní. Mezi osmnácti a dvaceti lety napsal Schwob tisíce veršů v argotu. Měl v úmyslu je uspořádat do knihy Lanterne rouge (Červená lucerna), projektu se ale nakonec vzdal.
Po ukončení vojenské služby se Schwob vrátil do Paříže, kde pokračoval ve studiu. Neúspěšně se roku 1888 pokusil složit zkoušky na École normale supérieure. Navzdory tomu studoval jazykovědu. Od roku 1890 pracoval spolu s Augustem Longnonem v Archives Nationales jako knihovník. Věnoval se odbornému studiu argotu a díla Françoise Villona a dále anglické literatuře (především Edgar Allan Poe, Charles Dickens, Robert Louis Stevenson, které také překládal do francouzštiny). K jeho překladům z tohoto období patří také Moll Flandersová od Daniela Defoe. Společně s dramatikem Eugènem Morandem přeložil Shakespearova Hamleta pro představení se Sarou Bernhardt.
Současně začal přispívat do časopisů Le Phare a L’Écho de Paris. Jedním z prvních publikovaných textů byla povídka „Arachné“, v níž fiktivně zaznamenal „blábolení šíleného sebevraha“ a která, ač předjímala autorovu pozdější poetiku, ještě neobsahovala mnohé její pozdější historické a fantastické prvky. Arachné se pak stala součástí autorovy první sbírky povídek Coeur double (Podvojné srdce), kterou vydal v roce 1891. Jde o „stručné povídky o krajních emocích“, využívající básnické obraznosti, tajemství a hrůzy – v protikladu k rozsáhlým a málo tajemným pracím dobového naturalismu.

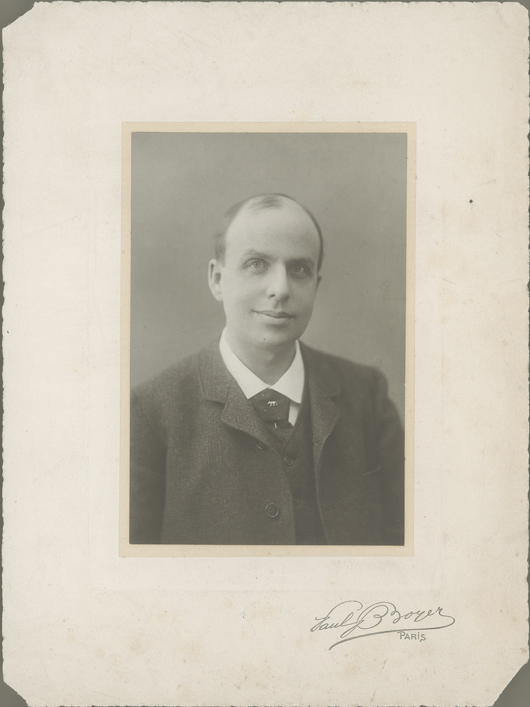
Fotografie Marcela Schwoba z roku 1902

Začal také psát úvodníky s názvem Lettres Parisiennes, často na ožehavá aktuální témata, jako byl například antisemitismus, skandál okolo první stavby Panamského průplavu, odborářské stávky nebo Dreyfusova aféra. Jeho původ a novinářská činnost vedly k odsouzení ze strany dobových nacionalistických kruhů. Obzvláště ostré útoky vedl Léon Daudet, bývalý Schwobův přítel, který Schwobovi nedokázal odpustit, že se vzdal dřívějšího pohrdání „svou vlastní rasou“ a začal antisemitismus odsuzovat. Ve svých článcích Daudet Schwoba nazýval „anarchistickým Židem“.

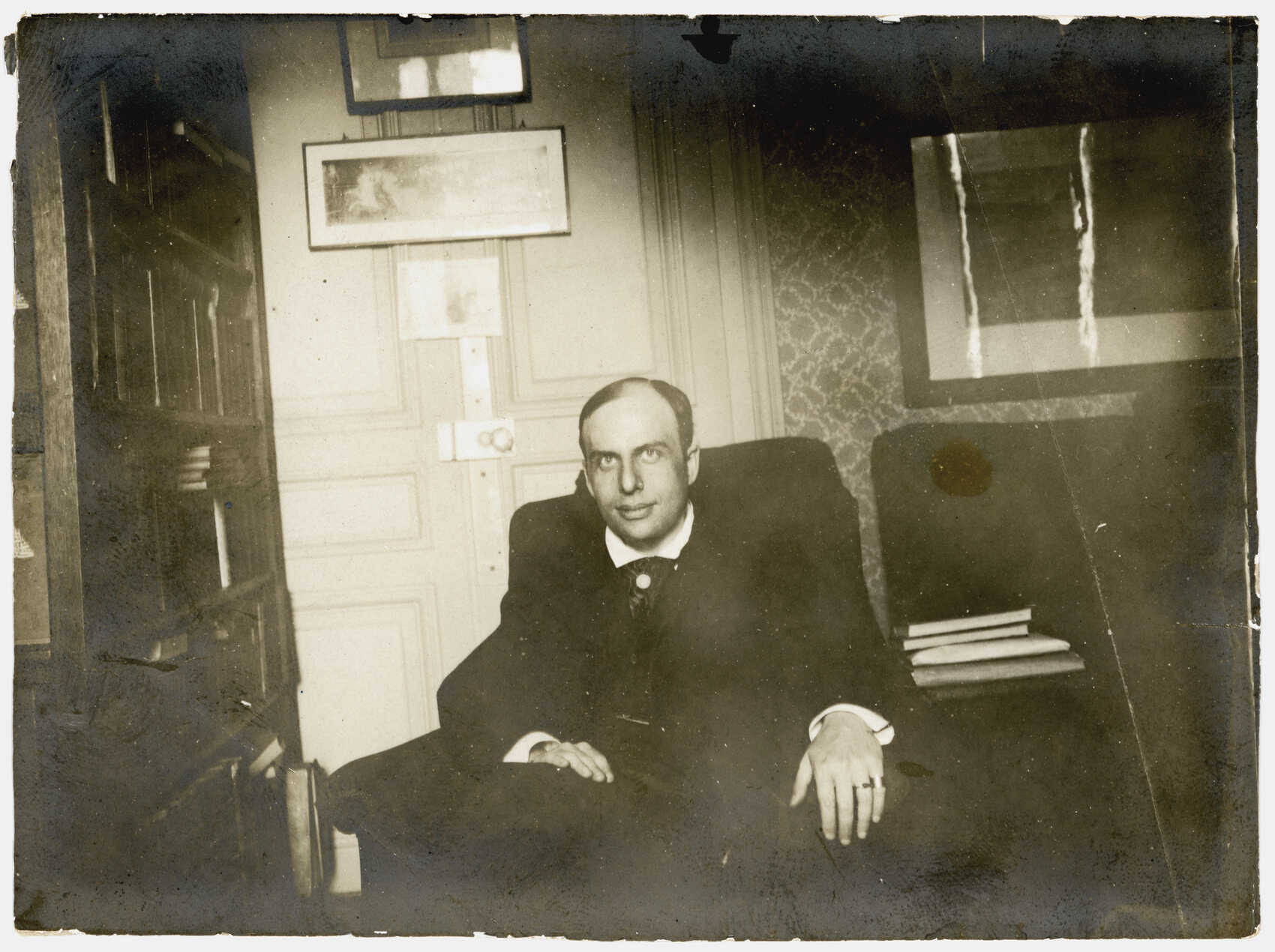
Marcel Schwob, fotografie, kolem roku 1900

Po otcově smrti v roce 1892 se ujal vydávání Le Phare de la Loire starší bratr Maurice, Marcel pro něho pokračoval ve psaní Lettres Parisiennes. V roce 1892 uspořádal Schwob rovněž svou druhou povídkovou sbírku, Král se zlatou maskou (Le Roi au masque d’or), kterou se již zcela přihlásil k symbolistickému programu. V tomto období navázal Schwob bližší vztahy s dalšími veličinami pařížského literárního světa: seznámil se spisovatelkou Colette, která se stala jeho blízkou přítelkyní, belgickým symbolistou Maeterlinckem či Julesem Renardem. V prosinci 1893 byl Schwob otřesen smrtí mladé prostitutky jménem Louise, se kterou měl rovněž vztah a která podlehla tuberkulóze. Byla inspirací pro jeho patrně nejznámější dílo – Knihu o Monelle (Le Livre de Monelle). Jde o jeho nejoblíbenější, nejpřístupnější knihu. Remy de Gourmont ji popsal jako „veledílo smutku a lásky“.
V roce 1894 vydal autor také Mimy. O rok později pak publikoval svou poslední prozaickou knihu, Křížovou výpravu dětí (La Croisade des enfants), dílo podle Šaldy „naivní a trochu umělé“, ovlivněné stupňovanou zálibou v minulosti a legendách. Tento rok byl posledním produktivním obdobím, neboť musel absolvovat první žaludeční operaci. Nadále se věnoval hlavně překladu. V témže roce se Schwob setkal s herečkou Margueritou Moreno, s níž se o pět let později oženil. Navzdory trvalé nemoci Schwob v následujících letech cestoval. V roce 1896 se ve společnosti Valéryho vydal do Londýna. Projekt rozsáhlých Dějin francouzské literatury, na který v Londýně uzavřel smlouvu s nakladatelem Unwinem, však ztroskotal. Své eseje sebral Schwob v roce 1896 do sbírky Klasobraní (Spicilège). Kniha obsahuje také tři obsáhlé portréty – Françoise Villona, Roberta Louise Stevensona a George Mereditha. Roku 1896 vyšly též souborně Smyšlené životy (Vies imaginaires), které Schwob uveřejňoval od roku 1894 a ve kterých ukazoval slavné osobnosti minulosti nečekaným způsobem a zvláštním „uměním zkratky“.
V roce 1901 se Schwob vypravil spolu se vzdělaným Číňanem jménem Ting-Ce-Jing na cestu na souostroví Samoa, aby navštívil hrob Roberta Louise Stevensona. Zhoršující se zdravotní stav ho v roce 1902 donutil ke zpáteční cestě. Po návratu Schwob učil na l’École des Hautes Etudes v Paříži. Věnoval se také překladům, do francouzštiny převedl Shakespearova Macbetha nebo drama Francesca da Rimini od Francise Mariona Crawforda. Novinové prostředí satiricky zesměšnil pamfletem Mravy deníkářů (Les Mœurs de Diurnales, 1903). Zemřel 26. února 1905 v Paříži a je pohřben na hřbitově Montparnasse.

## Dílo
Jan Otokar Fischer označil Schwoba za nejvýznamnějšího francouzského symbolistického prozaika. Velmi vysoce autora hodnotil také F. X. Šalda, který jej popsal jako „snad největšího mistra francouzské drobné prózy v devatenáctém století“, společně s Prosperem Mérimée, jenž je nicméně „sušší a technicky odbornější, analytičtější a racionálnější“, a Villiersem de l'Isle-Adam, který je však proti Schwobově srdečnosti a velkorysosti předpojatější a více v zajetí předsudků. V Šaldově pojetí byl Schwob rovněž „největší prozatér symbolistické generace“, s jedinou konkurencí v Remym de Gourmont. Označil jej za „přísně monoteistického génia“, „básníka v nejtesknějším smyslu“ a autora, který svým dílem dokázal předjímat budoucnost umění a ducha. Schwobovo umění bylo podle Šaldy ve srovnání se zbytkem symbolistické tvorby lidské, široké a prosté.

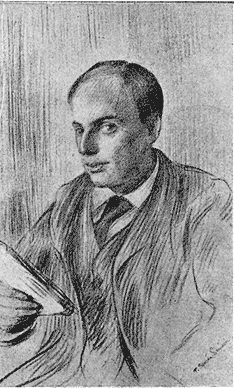
Schwobův portrét z roku 1905

Schwobovi věnovala svá díla řada významných umělců. Oscar Wilde mu připsal báseň The Sphinx (1894), Paul Valéry mu věnoval dvě práce, Introduction à la Méthode de Léonard de Vinci (1895) a La Soirée avec monsieur Teste (1896), Alfred Jarry mu dedikoval svou hru Král Ubu (1896).

## Spisy
- Étude sur l’argot français (Studie o francouzském argotu, 1889)
- Cœur double (Dvojité srdce/Podvojné srdce, 1891) text ve francouzštině
- Le Roi au masque d’or (Král se zlatou maskou, 1892, česky 1974) text ve francouzštině
  - dramatizace (2017) Český rozhlas Brno: rozhlasová hra. Překlad Oskar Reindl, připravil Ludvík Němec. Hrají: Jana Štvrtecká, Viktor Skála a Pavel Zatloukal. Režie: Lukáš Kopecký.
- Mimes (Mimy, 1893, česky 1907)
- Le Livre de Monelle (Kniha o Monelle, 1894, později zařazeno do sbírky La Lampe de Psyché, česky 1911) text ve francouzštině
- Annabella et Giovanni (1895)
- La Croisade des enfants (Křížová výprava dětí, 1896, česky 1912) text ve francouzštině
  - dramatizace (1997) Český rozhlas Praha:rozhlasová hra. Překlad Oskar Reindl, připravila Blanka Stárková. Hrají: Alois Švehlík, Jan Hartl, Otakar Brousek st., Ladislav Trojan, Jaroslav Moučka, Radovan Lukavský, Rudolf Pellar, Jana Štěpánková, Markéta Štechová, Libor Bouček a František Med. Režie Josef Melč.
- Spicilège (Klasobraní, 1896), studie o anglické literatuře text ve francouzštině
- Vies imaginaires (Smyšlené životy, 1896, česky 1912 pod názvem Imaginární životy)
- La Légende de Serlon de Wilton (1899)
- La Main de gloire (Ruka slávy), 
  - Ruka slávy dramatizace (2004) Český rozhlas: rozhlasová hra. Překlad Bohuslav Reynek, připravil: Petr Turek. Účinkují: Petra Špalková, Aleš Procházka, Radim Vašinka a Jan Přeučil. Režie: Hana Kofránková
- La Lampe de Psyché (Lampa Psyché, 1903, česky 1927)
- Mœurs des diurnales (pod pseudonymem Loyson-Bridet) (Mravy deníkářů, 1903), satira na novinářské praktiky
- Le Parnasse satyrique du XVe siècle (1905)

Posmrtně vydaná díla:
- Il Libro della mia Memoria (inachevé, 1905) text ve francouzštině
- François Villon (1912, česky 1995)
- Chroniques (1981)
- Vie de Morphiel (1985)
- Correspondance inédite (1985)
- Correspondance Schwob-Stevenson (1992)
- Dialogues d'Utopie (2001)
- Vers Samoa (2002)

### Překlady
- Wilhelm Richter: Les Jeux des Grecs et des Romains (1891)
- Daniel Defoe: Heurs et Malheurs de la fameuse Moll Flanders (The Fortunes and Misfortunes of the Famous Moll Flanders, 1895) francouzský text Schwobova překladu
- William Shakespeare: La Tragique Histoire de Hamlet (spolupráce Eugène Morand, 1900)
- Francis-Marion Crawford: Francesca da Rimini (1902) francouzský text z vydání z roku 1996, ISBN 2-911199-13-8

### České překlady
- Kniha o Monelle, překlad Boris Merhaut, Praha, Malvern, 2001, ISBN 80-902628-6-4
- François Villon : život básníka, překlad Martin Řízek, verše přeložili Jarmila Loukotková, Vladimír Businský a Otokar Fischer, Praha, Kra, 1995, ISBN 80-85932-02-4
- Král se zlatou maskou, výbor z díla, vybral a přeložil Oskar Reindl, předmluva Jiří Pechar, Praha, Odeon, 1974
- Král se zlatou maskou, překlad Josef Heyduk, grafická úprava a ilustrace Toyen, Brno, Atlantis, 1934
- Ruka slávy a jiné povídky, překlad Bohuslav Reynek, Brno, Jan V. Pojer, 1930
- Lampa Psyche, překlad Josef Richard Marek, Praha, Aventinum, 1927
- Imaginární životy, překlad Josef Richard Marek, Brno, Arno Sáňka, 1923
- Křižácká výprava dítek, překlad: Josef Florian, dřevoryty: Josef Váchal, Dobré dílo, sv. 3, Osvětimany, 1912
- Smyšlené životy, překlad Marie Kalašová a Josef Richard Marek, KDA, svazek 73, Praha, Kamilla Neumannová, 1911
- Mimy a Křižácká výprava dítek, Moderní bibliotéka Praha, František Adámek, 1907

### Pořady Českého rozhlasu
- Ruka slávy, tři povídky, překlad Bohuslav Reynek, režie Hana Kofránková, účinkují: Petra Špalková, Aleš Procházka, Radim Vašinka a Jan Přeučil. Český rozhlas 2006
- Kniha o Monelle, četba na pokračování, překlad Boris Merhaut, připravil a režii měl Tomáš Vondrovic, účinkuje Viktor Preiss, Český rozhlas (natočeno 2008 / premiéra 2009)
- Smyšlené životy, pětidílná četba na pokračování, přeložil Oskar Reindl, pro rozhlas upravil Petr Šmíd, četli Libor Hruška a Dana Černá, režii měl Lukáš Hlavica. V roce 2021 připravil Český rozhlas.[24]
  - část první: Filozofové
  - část druhá: Zločinci
  - část třetí: Kacíř
  - část čtvrtá: Florentský mor
  - část pátá: Samá krev